# باسوود (ویسکانسین)
باسوود (به انگلیسی: Basswood) یک منطقهٔ مسکونی در ایالات متحده آمریکا است که در ایگل واقع شده‌است. باسوود ۲۲۳٫۱۲ متر بالاتر از سطح دریا واقع شده‌است.